# Horst Hoffmann (Fußballspieler, 1935)
Horst Hoffmann (* 29. September 1935) ist ein ehemaliger deutscher Fußballspieler, der in den 1950er Jahren in der DDR-Oberliga, der höchsten Liga im DDR-Fußball, spielte.

## Sportliche Laufbahn
Zur Saison 1953/54 gab der 18-jährige Horst Hoffmann bei der Betriebssportgemeinschaft (BSG) Motor Dessau seinen Einstand in der DDR-Oberliga. Er löste den zehn Jahre älteren Gerhard Rudolph ab und übernahm dessen Position als halbrechter Stürmer. Er kam in seiner ersten Spielzeit auf 22 Oberligaeinsätze und schoss am 11. Spieltag beim 3:0-Auswärtssieg über Motor Zwickau das einzige Oberligator seiner Laufbahn. Am Saisonende stand die BSG Motor als Absteiger in die zweitklassige DDR-Liga fest.
In der DDR-Liga-Saison 1954/55 spielte Hoffmann weiter als Stürmer, jedoch auf unterschiedlichen Positionen. Motor Dessau wurde Staffelsieger und nahm an der Oberliga-Aufstiegsrunde teil, blieb jedoch sieglos und verpasste dadurch den Aufstieg. Hoffmann wurde in drei der vier Spiele eingesetzt. Bis 1957 (Kalenderjahrsaison) spielte Hoffmann mit Motor Dessau weiter in der DDR-Liga, danach erfolgte ein weiterer Abstieg in die drittklassige II. DDR-Liga. Erst 1960 gelang die Rückkehr in die I. DDR-Liga, zwischendurch hatte Horst Hoffmann 1959 zwei Punktspiele beim Oberligisten SC Lokomotive Leipzig absolviert. Nach dem 1960er Aufstieg bestritt Hoffmann in der Spielzeit 1961/62, die nach der Rückkehr in den Sommer-Frühjahr-Spielrhythmus mit 36 Spielen ausgetragen wurde, lediglich acht Spiele in der I. DDR-Liga. Nach dem verpassten Klassenerhalt folgte eine weitere Saison in der II. DDR-Liga. Diese wurde anschließend aufgelöst und Motor Dessau konnte in die I. DDR-Liga zurückkehren. Während Hoffmann 1963/64 kein DDR-Liga-Spiel bestritt, kam er 1964/65 noch einmal zum Einsatz.
Danach beendete Horst Hoffmann im Alter von 30 Jahren seine Laufbahn im Leistungsfußball. Innerhalb von zwölf Spielzeiten (die Übergangsrunde von 1955 eingerechnet) hatte er 24 Oberligaspiele und 86 DDR-Liga-Spiele bestritten und hatte dabei ein Oberligator und vier DDR-Ligatore erzielt.

## Hinweis
1. ↑  In den einschlägigen Webseiten ist Hoffmann als „Udo“ verzeichnet, was nachweislich falsch ist (siehe Udo Hoffmann bei WP).